# Frank Vanhecke
Frank Arthur Hyppolite Vanhecke (* 30. května 1959 Bruggy) je belgický vlámský politik a bývalý předseda politické strany Vlaams Belang.

## Biografie
Frank Vanhecke vystudoval literaturu a filosofii. Se svou politickou činnost začínal v Jong Studentenverbond, od roku 1989 byl osobním asistentem poslance Evropského parlamentu Karla Dillena.
V letech 1994 až 1999 byl poslancem Evropského parlamentu za Vlámský blok, jehož byl v roce 1996 po Dillenově rezignaci zvolen předsedou. Ve funkci předsedy Vlámského bloku byl potvrzen v roce 2001. V listopadu 2004 byl zvolen předsedou politické strany Vlaams Belang (česky Vlámský zájem), kterou založili členové rozpuštěného Vlámského bloku.
Po působení v belgickém Senátu je Frank Vanhecke od roku 2004 opět poslancem Evropského parlamentu.